# اون ویلانز ریچاردسون
سر اوِن ویلانز ریچاردسون (به انگلیسی: Sir Owen Willans Richardson) (متولد ۲۶ آوریل ۱۸۷۹ – درگذشته در ۱۵ فوریه ۱۹۵۹)، یک فیزیک‌دان اهل انگلستان بود.
او در خلال سال‌های ۱۹۰۶ تا ۱۹۱۳ در دانشگاه پرینستون مقام استادی را داشت و در سال ۱۹۲۸ به خاطر گسیل گرمایونی و قانون ریچاردسون موفق به دریافت جایزه فیزیک نوبل شد.
ریچاردسون در دوزبری، یورکشایر، انگلستان به دنیا آمد و تنها فرزند جاشوا هنری و شارلوت ماریا ریچاردسون بود. او در مدرسه بتلی گرامر تحصیل کرد و از کالج ترینیتی دانش‌آموخته شد.
تحصیلات مقدماتی را در کلاس هانورس دانشکده علوم طبیعی سپری کرد در سال ۱۹۲۰ او مدال هاقس را از انجمن سلطنتی به دلیل تحقیقاتش در مورد پدیده ترمیونی دریافت کرد. او همچنین در مورد پدیده Gyvomagnetic تحقیق کرد